# Musée du Donon
Le musée du Donon est un ancien édifice ayant servi de musée et également un site archéologique d'un sanctuaire gallo-romain situé sur le sommet du Donon, sur le territoire de la commune de Grandfontaine, dans le département français du Bas-Rhin, au nord-ouest de Schirmeck et au sud-est de Sarrebourg.

## Localisation
Le temple et les vestiges archéologiques sont situés sur le plateau sommital du Donon.

## Le temple musée
Le temple musée est érigé en 1869, en période romantique, tout près du sommet de la montagne, par l'architecte Louis-Michel Boltz. Il est construit dans un style grec primitif, en charge (sans mortier), sans réelle relation avec les vestiges archéologiques présents datant de la période gallo-romaine. Quatre piliers (monolithes de section carrée), sur deux travées de profondeur, supportent une lourde toiture de dalles de pierres. Érigé en grès rose, il est ainsi une sorte de pastiche devenu néanmoins l'emblème de ce lieu.
Le musée a abrité les vestiges trouvés « in situ » jusqu'en 1958, date de sa fermeture et les collections ont été transférées aux musées de Strasbourg et d’Épinal.
Le temple musée est classé au titre des monuments historiques par arrêté du 6 décembre 1898.

## Le site archéologique
Les recherches ont permis de déterminer une présence humaine sur le Donon remontant à 5000 ans. À l'époque celtique, il revêt déjà un caractère sacré et des vestiges de cette époque ont été découverts : mur d'enceinte, citernes, fondations. À l'époque gallo-romaine, le sommet du Donon devient un sanctuaire dédié à Mercure : des stèles, ex-voto et statues sont retrouvées sur le site, ainsi que les vestiges de trois temples et colonnes, un peu plus en contrebas. Il fut un lieu de pèlerinage fréquenté entre Ier siècle et IIIe siècle.
Le sommet, avec les vestiges du sanctuaire dédié à Mercure, est classé au titre des monuments historiques par arrêté du 26 juin 1934.

## Galerie

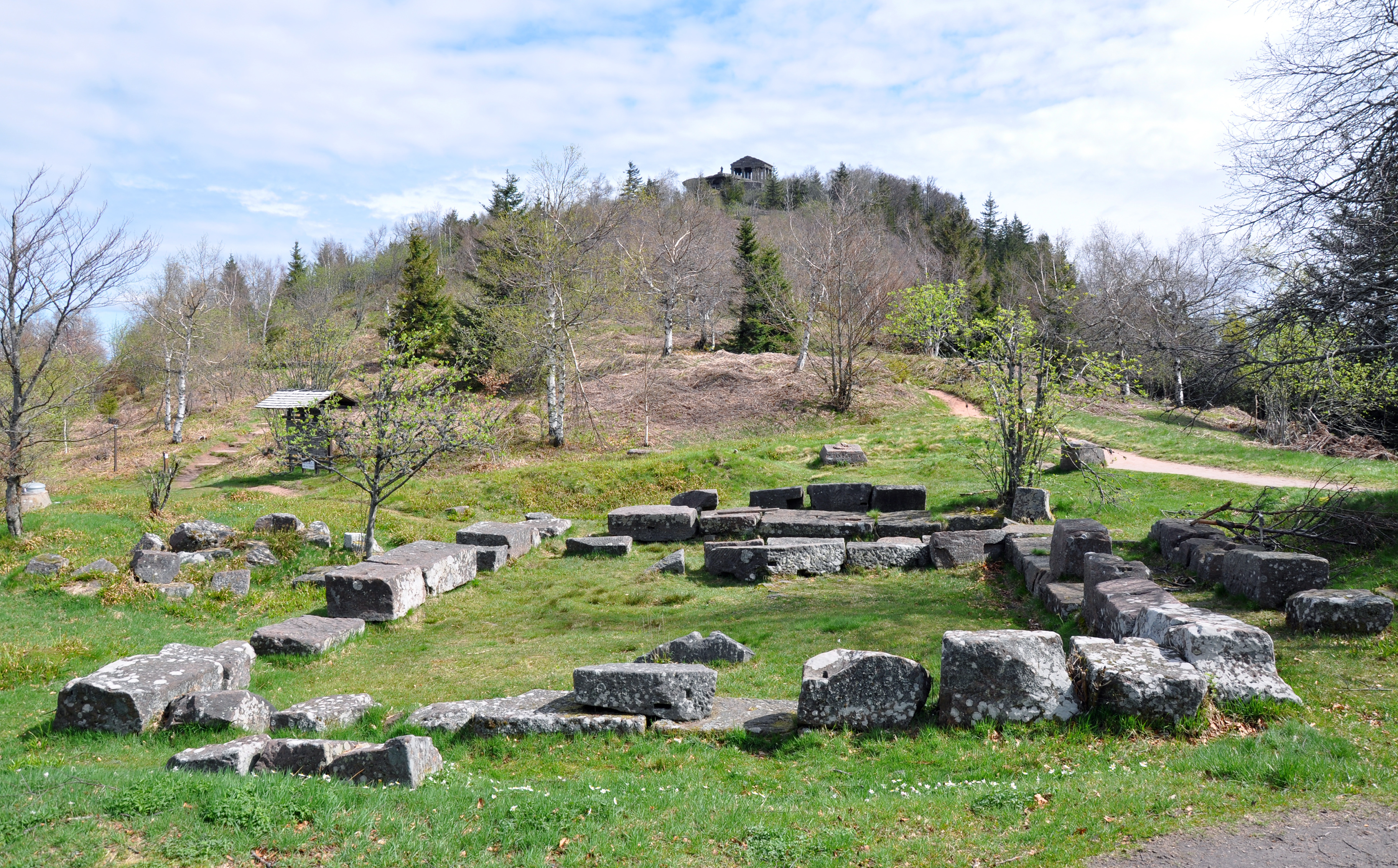
Vestiges sur site
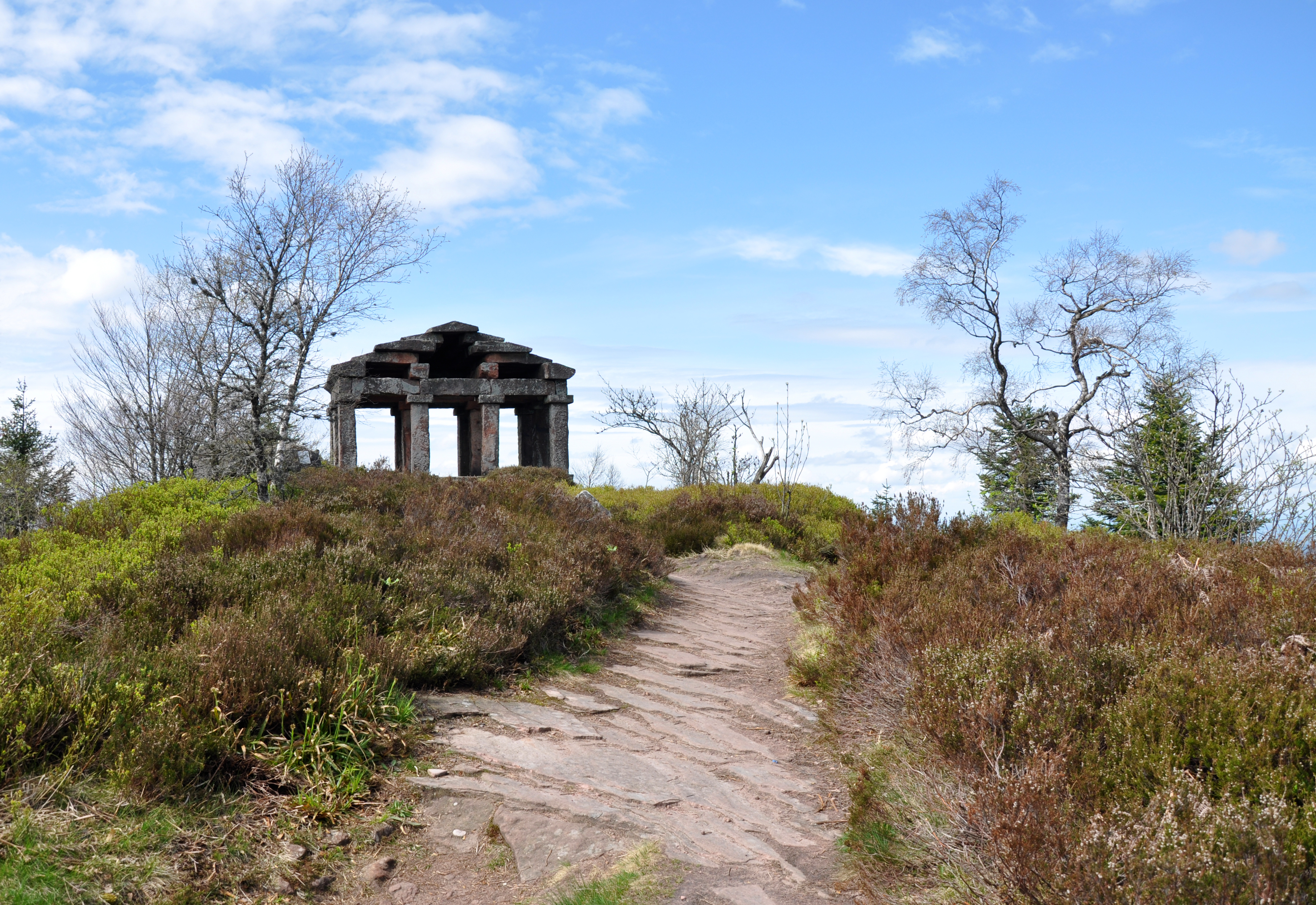
Vue générale du musée
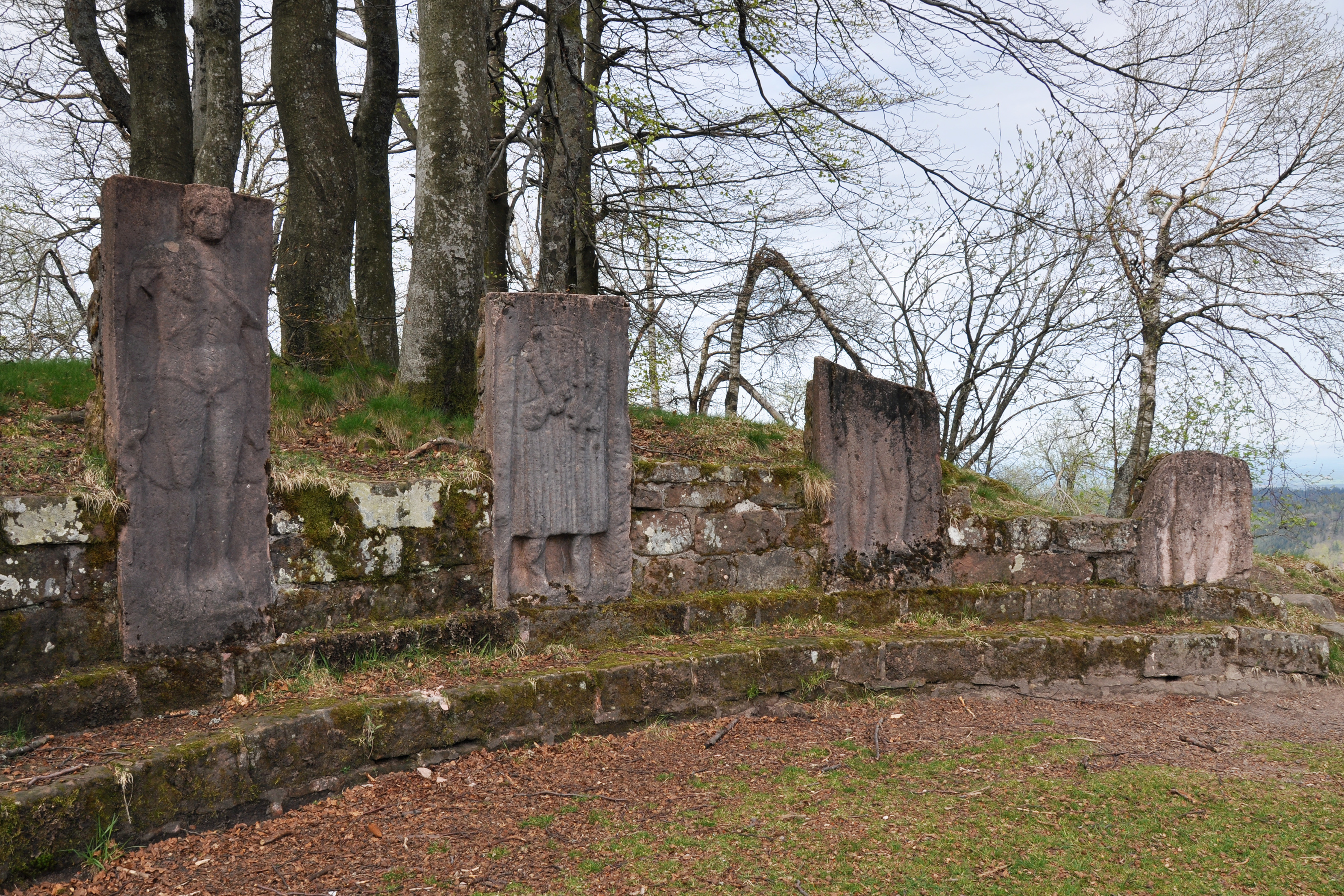
Réplique des stèles votives gallo-romaines
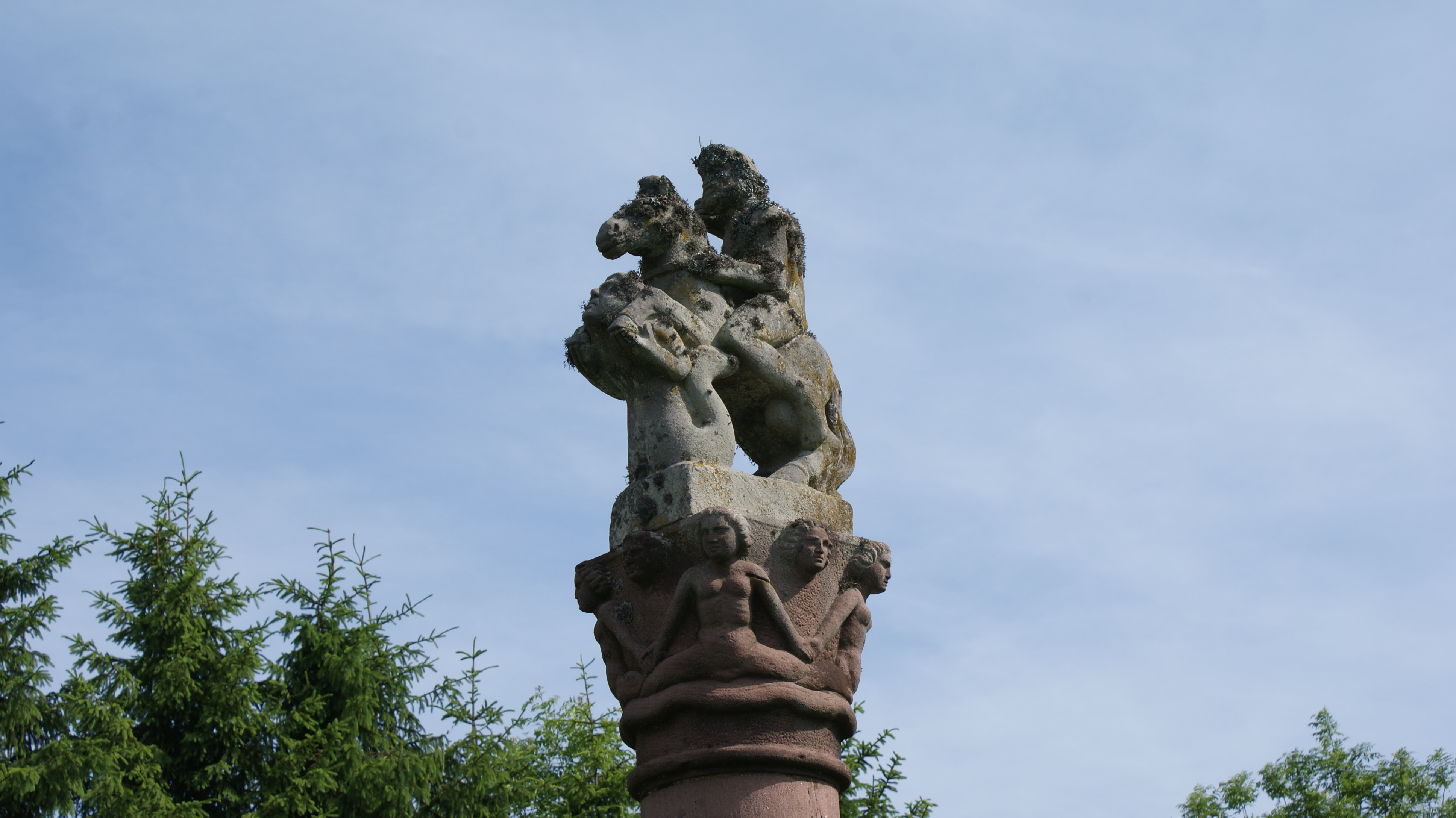
Sommet de colonne représentant « Jupiter-cavalier »